# Jozef Marga
Jozef Marga (20. prosince 1920–1991) byl slovenský fotbalový obránce.

## Hráčská kariéra
V československé lize hrál za Jednotu Košice, aniž by skóroval.

### Prvoligová bilance
| Ročník             | Zápasy | Góly | Minuty | Klub              |
| ------------------ | ------ | ---- | ------ | ----------------- |
| I. liga 1945/46    | –      | 0    | –      | ŠK Jednota Košice |
| CELKEM I. ČS. LIGA | –      | 0    | –      |                   |